# Ławeczka Oskara Kolberga w Przysusze
Ławeczka Oskara Kolberga w Przysusze – pomnik w formie ławki usytuowany na placu Oskara Kolberga (rynku) w Przysusze. Upamiętnia etnografa Oskara Kolberga urodzonego w tym mieście.

## Historia
Brązowy obiekt z naturalnych rozmiarów postacią Kolberga odsłonięto 8 czerwca 2014 z okazji obchodów Roku Oskara Kolberga, podczas „XV Mazowieckiego Przeglądu Folkloru – 55. Dni Kolbergowskich”. Jego autorem był radomski rzeźbiarz – Marek Szczepanik. Inicjatorem posadowienia pomnika był Mirosław Pilipczuk, dyrektor Domu Kultury w Przysusze, a  dzieło powstało we współpracy z Lokalną Grupą Działania "Razem dla Radomki". Projekt częściowo sfinansowano z Programu Rozwoju Obszarów Wiejskich (fundusz Unii Europejskiej).
Ławka stanowi jeden z obiektów do zwiedzenia w ramach Odznaki Krajoznawczej PTTK „Szlak Pomnikowych Ławeczek”.
Oskara Kolberga w Przysusze upamiętnia również nazwa rynku, tablica pamiątkowa i muzeum jego imienia.